# Andrina Gugger

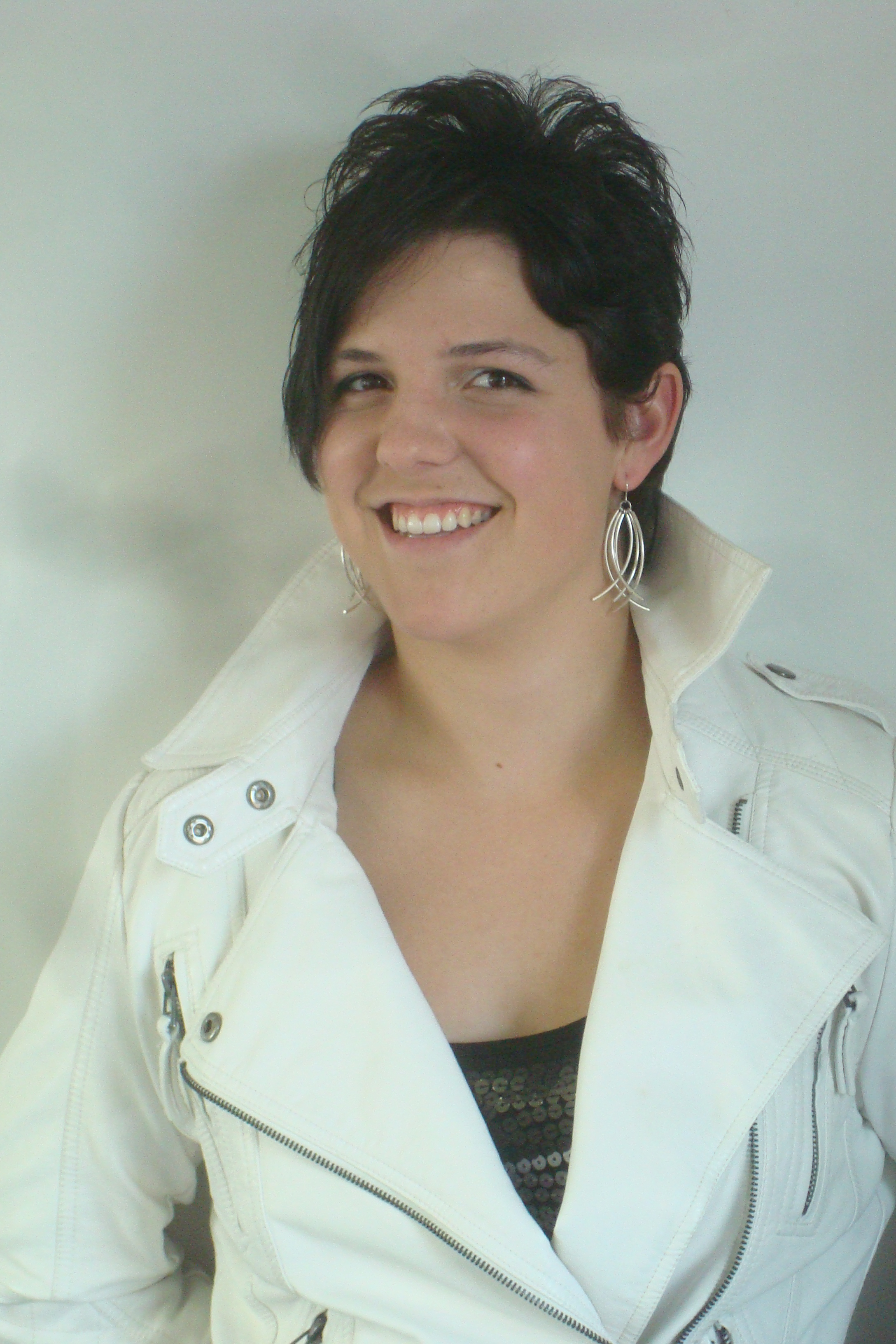
Andrina Gugger

Andrina Gugger (* 18. April 1991 in Rickenbach) ist eine ehemalige Schweizer Automobilrennfahrerin.

## Karriere
Andrina Gugger begann ihre Motorsportkarriere 1998 im Kartsport, den sie bis 2007 ausübte. Ihr bestes Ergebnis dort war 2002 der dritte Platz in der Mini-Wertung der Schweizer Kart-Meisterschaft und 2005 der dritte Platz in der IAC-Junior-Wertung des Bridgestone Cup Switzerland.
Mit der Saison 2008 wechselte sie in der Formelsport und fuhr zwei Jahre in der Formel Lista junior. Im ersten Jahr startete sie dort mit dem Team Jo Zeller Racing und im zweiten Jahr mit dem Team Gugger. Ihre beste Gesamtplatzierung erzielte sie 2008 mit dem vierten Rang. 2010 trat sie mit dem Team Mücke Motorsport in der ADAC Formel Masters an und wurde 15. im Gesamtklassement.
2011 stieg Gugger in den GT-Sport ein und trat in sechs Rennen zur Europäischen Trofeo Maserati an. In der Gesamtwertung dieser Marken-Meisterschaft erreichte sie den achten Platz. Parallel fuhr sie mit einem Maserati GranTurismo MC GT4 und einem Lotus Evora Cup GT4 in drei Rennen der Blancpain Endurance Series 2011 und belegte in der GT4-Wertung den vierten Platz.
2011 und 2012 fuhr sie in der ADAC GT Masters. Im ersten Jahr startete sie für das Team Callaway Competition mit einer Corvette Z06.R GT3 in den beiden Läufen auf dem Red Bull Ring. Im folgenden Jahr pilotierte sie zusammen mit Otto Klohs einen Porsche 911 GT3 R des Schweizer Teams FACH AUTO TECH – kam jedoch bei keinem Rennen in die Punkteränge.
Ihr einziges Langstreckenrennen bestritt sie 2012 für FACH AUTO TECH mit einem Porsche 911 GT3 R beim 24-Stunden-Rennen von Dubai. In der A6-GT-Wertung wurde sie mit ihren Fahrerkollegen 13.
2013 und 2014 startete sie mit einem Honda Civic FD in der Super 2000- bzw. Der TC2-Wertung des European Touring Car Cup. Mit dem 13. Platz 2013 erreichte sie ihre beste Gesamtplatzierung. Parallel fuhr sie in den beiden Jahren auch im FIA Lotus Ladies Cup und erzielte 2014 mit dem achten Platz ihr bestes Ergebnis in der Marken-Meisterschaft.
In ihrer letzten Motorsportsaison 2015 trat sie im Seat Leon Eurocup an und wurde 21. in der Gesamtwertung. Danach beendete sie ihre Motorsportkarriere.
Gugger absolvierte an der Pädagogischen Hochschule in Zürich ein Teilzeit-Studium zur Lehrerin und arbeitet heute als Lehrerin.